# マリア・ラファエラ・チマッティ
マリア・ラファエラ（サンティーナ）・チマッティ （Maria Raffaella (Santina) Cimatti、1861年6月7日 -  1945年6月23日）は、医療奉仕に従事する「Hospitaler Sisters of Mercy」のイタリア人会員で修道女。サレジオ会司祭ヴィンチェンツォ・チマッティの姉。
1996年、カトリック教会の福者に列せられた。

## 生涯
サンティーナ・チマッティは1861年6月7日、ジャコモ・チマッティと妻のローザ・パシの長女としてラヴェンナ県のファエンツァで生まれる。父親は農場労働者であり、母親は織工であった。サンティーナ誕生後、ドメニコとパオロとアントニオ（3人とも幼児期に死去）、ルイジとヴィンチェンツォ（2人ともサレジオ会員となる）の5人の兄弟が生まれる。 サンティーナは幼い頃から修道院に入ることを望んでいたが、1882年に父親が亡くなった後、兄弟を学校に通わせる為に母親を助けた。
兄弟がサレジオ会に入会し、地元の教区司祭が母親を引き受け、家族の義務から解放されたサンティーナは、1889年にローマに行き、Hospitaler Sisters of Mercyに入会した。修道会でマリア・ラファエラという修道名を与えられ、病人に奉仕することに生涯を捧げ、1890年に初誓願を宣立した。1893年、ラファエラはフラジノーネのアラトリにある聖ベネディクト病院に派遣され、看護を学び、薬剤師の助手を務めた。1905年には終生誓願を宣立した。
1921年に、ラファエラはフロジノーネのウンベルト1世病院に最初の任命で看護師として派遣され、修道院の修道院長も担当した。ラファエラのキャリアでの主な義務は病院の薬剤師であった。1928年にアラトリの修道院に戻され、1940年に姉妹、患者、学生そして病院職員に奉仕することを望みながら管理職を退職した。1943年、ラファエラは致命的な病気と診断される。1944年、第二次世界大戦中のドイツの都市占領下で都市を爆撃するという噂が浮上した時、ラファエラはアラトリのドイツ軍の本部にいるケッセル将軍に直接抗議をした。ケッセル将軍は計画を変更し、街は攻撃を免れた。ラファエラは1945年6月23日にアラトリで亡くなり、奉仕に従事した病院の小さな礼拝堂に埋葬された。

## 列福
1962年6月6日、地元の司教であるヴィットリオ・オッタヴィアーニによって、1962年6月6日にラファエラに対する列聖のプロセスがアラトリで開始された。5年間にわたり、1967年にホアネスの評判に関する通常のプロセスが行われ、ロガトリー・プロセスがファエンツァで行われた。1988年から1989年にかけて、ラファエラの奇跡的な癒しへの執り成しが調査された。その要因は、1994年にラファエラの生涯が英雄的美徳の1つであると宣言し、ラファエラの崇敬を可能にするという法令を導いた聖座の列聖省による、さらなる調査のために受け入れられた。
1996年5月12日、ヴァチカン市国のサン・ピエトロ広場で、教皇ヨハネ・パウロ2世によって福者と宣言された。ラファエラの遺体は、病院の礼拝堂からアラトリの聖パウロ大聖堂に移された。